# Ali Alatas
Ali Alatas (ur. 4 listopada 1932 w Batavii, zm. 11 grudnia 2008 w Singapurze) – indonezyjski dyplomata i polityk; w latach 1988–1999 minister spraw zagranicznych Indonezji.